# Xanthoparmelia isidiascens
Xanthoparmelia isidiascens är en lavart som beskrevs av Hale. Xanthoparmelia isidiascens ingår i släktet Xanthoparmelia och familjen Parmeliaceae.   Inga underarter finns listade i Catalogue of Life.